# 술탄 라흐마노프
술탄 사부로비치 라흐마노프(우크라이나어: Султан Сабурович Рахманов, 러시아어: Султан Сабурович Рахманов, 1950년 7월 6일 ~ 2003년 5월 5일)는 소련의 역도 선수였다. 그는 1980년 하계 올림픽때 최중량급 부문에서 금메달을 획득하였다.
라흐마노프는 올림픽에서 그의 전설적인 팀 동료 바실리 알렉세예프가 빠졌을 때 180 kg 인상에서 3번 실패한후 최중량급에서 금메달을 획득하였다. 또한 그는 1979년과 1980년 세계 역도 선수권 대회에서 우승을 거두었다.
우즈베키스탄 토르토콜에서 우즈베키스탄인 아버지와 우크라이나인 어머니 사이에 태어났다. 선수 경력 동안 우크라이나 드니프로페트로프스크에서 훈련한 라흐마노프는 9년동안 소련 역도 국가 대표팀의 일원이었다. 올림픽에서 승리로 크렘린에서 노동의 붉은 깃발 훈장이 수여되었다.
은퇴 후, 라흐마노프는 장애인 스포츠 참전 군인 국제 교류 협회의 회장이 되었다.
52세의 나이에 심근 경색으로 사망하였다.